# Robert Wehrlin
Robert Wehrlin (prononcer « Verline »), né le 8 mars 1903 à Winterthour (canton de Zurich) et mort dans la même ville le 29 février 1964 , est un peintre et graveur suisse classé dans la mouvance de l'École de Paris,.

## Biographie

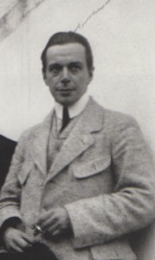
Ernst Ludwig Kirchner en 1923

Né de l'union d'un conseiller cantonal originaire du canton de Thurgovie et d'une Bernoise, Robert Wehrlin effectue sa scolarité au lycée de Wintherthour. Bachelier à 18 ans, alors qu'ensuite il étudie le droit en Allemagne, Robert Wehrlin rencontre, lors d'une visite qu'il rend à sa mère en cure anti-tuberculose à Davos, le peintre expressionniste allemand Ernst Ludwig Kirchner. Pendant deux années encore il poursuit ces études juridiques qui le mènent successivement à Leipzig, Kiel, Heidelberg et Francfort mais que finalement il abandonne, chaque rencontre avec Kirchner le stimulant davantage vers la peinture.
En 1924, il s'installe à Paris dans un atelier au 52 rue Vercingétorix et devient, entre autres, l'élève d'André Lhote en son académie du no 18 de la rue d'Odessa. Il côtoie tous les mouvements artistiques mais reste marqué par ses premières influences expressionnistes. L'année suivante, il participe pour la première fois au Salon d'automne et rencontre sa future épouse Germaine Dupuis qui deviendra son modèle avant d'être son épouse. Il peint alors aussi des nus avec pour modèle Demetra Messala dite "la Grecque" qui, bien en chair et connue à Montparnasse, deviendra la femme du sculpteur allemand Arno Breker. 

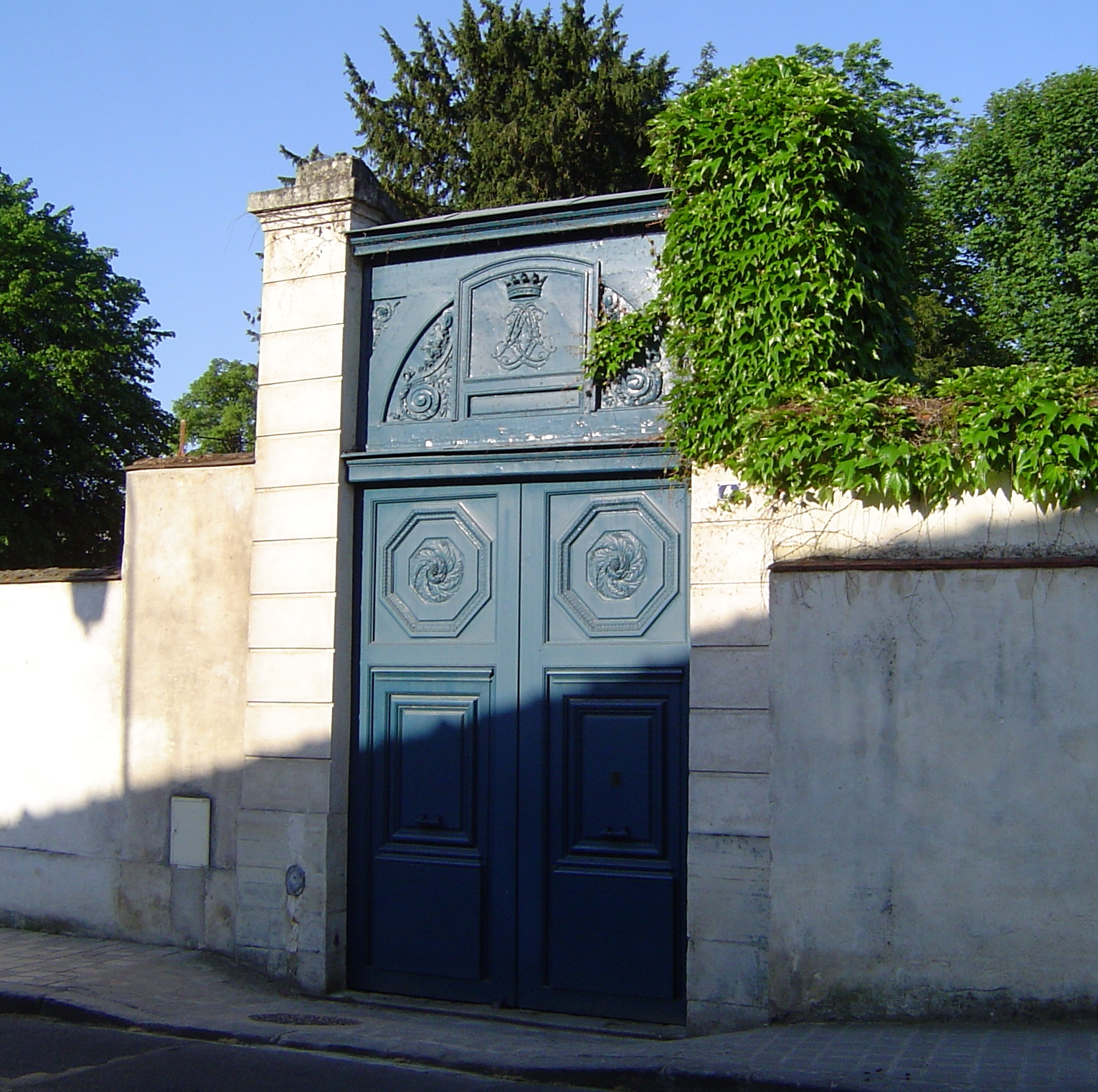
le 4, rue Prosper-Legouté, Antony

Ses amis à Montparnasse sont Otto Bänninger(1897-1973) et son épouse Germaine Richier, Walter Linck (de) et son épouse Margrit Linck-Daepp, Maurice Georges Poncelet, Alberto Giacometti, Willy Guggenheim, Serge Brignoni, ainsi que le peintre suisse Max Gubler, son voisin à Montrouge où il demeure de 1934 à 1938, s'installant ensuite définitivement dans la folie du XVIIIe siècle qui, située au 4, rue Prosper-Legouté à Antony,, fut la propriété de Charles Eugène Gabriel de La Croix de Castries.
En 1928, il rencontre Jacques Villon avec qui il perfectionne sa pratique de la gravure, technique à laquelle Kirchner l'avait initié. Il exposera cette même année pour la première fois au Salon des Tuileries et au Salon des indépendants. Il effectue un voyage en Angleterre en 1930 et, en 1932, il est nommé membre de la Künstlergruppe de la ville de Winterthour, il y exposera régulièrement tous les ans, jusqu'à son décès. Il devient membre de La Jeune Gravure Contemporaine en 1937 et, en 1938, épouse Germaine Dupuis (1903-1990). Leur fils Jacques naît en 1950.
C'est à partir de 1943 qu'il franchit progressivement le pas vers l'abstraction. Entre 1945 et 1964, parallèlement à ses recherches picturales et graphiques, il réalise de nombreuses œuvres monumentales en Suisse (vitraux, décorations murales, tapisseries). On lui connaît alors des voyages e Italie (1947 et 1963), en Espagne (1960 et 1961) et au Mexique (1962).
Il meurt à 60 ans à Winterthour, laissant en chantier trois projets de vitraux qui seront en partie achevés par le peintre Heinrich Bruppacher. Il repose avec son épouse Germaine au cimetière d'Elsau où une sculpture de Robert Lienhard (de) surmonte leur sépulture.

## Collections publiques

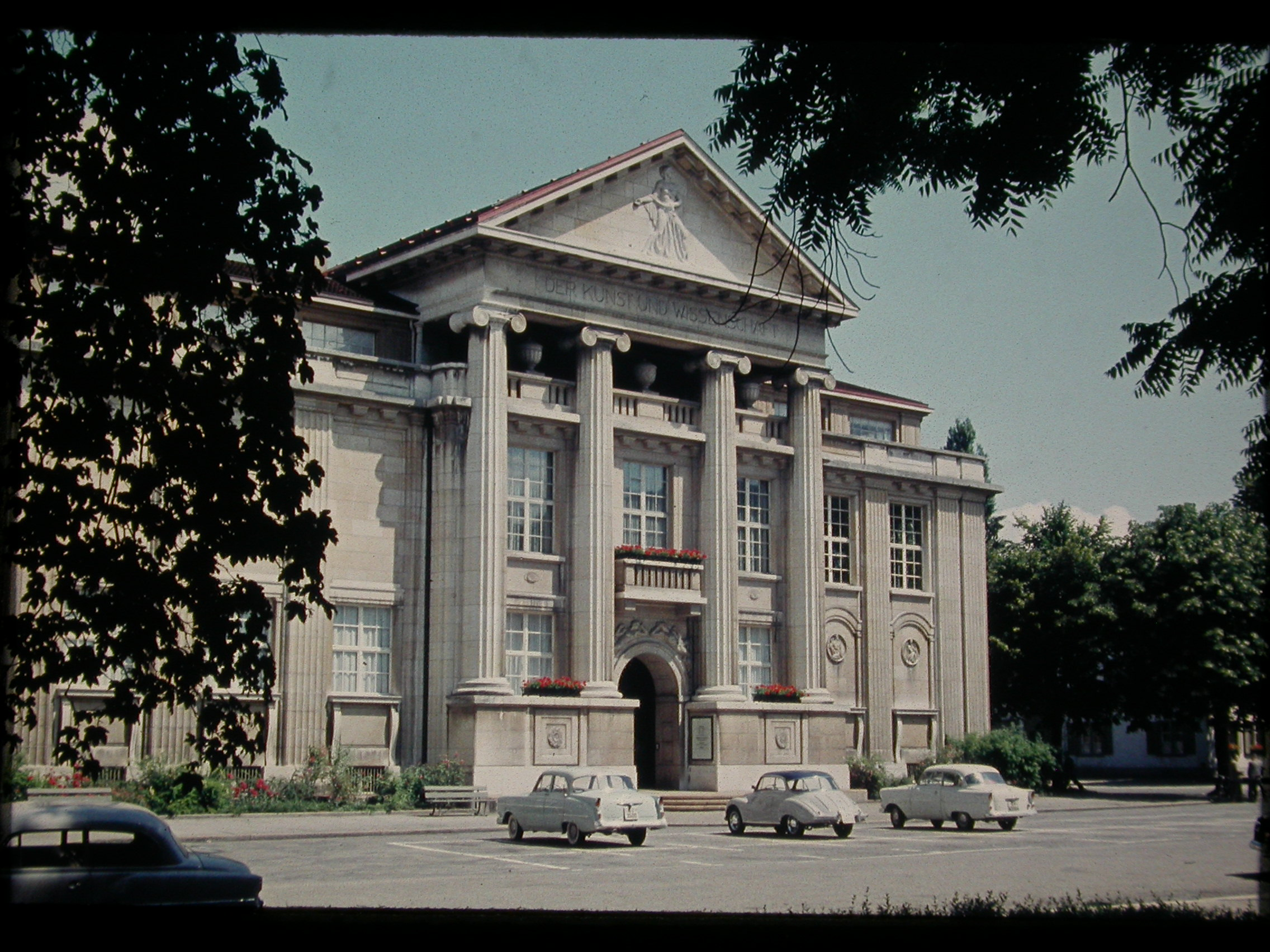
Musée des Beaux-Arts de Winterthour

### Suisse
- Kunstverein de Frauenfeld[10] :
  - Sic transit gloria, eau-forte 27x21cm.
  - Sans titre, lithographie 50x50cm.
- Musée de Coire (musée du canton des Grisons) GR/CH.
- Winterthour[11] :
  - Musée des Beaux-Arts de Winterthour.
  - Kunstverein de Winterthour.
  - Huit vitraux pour l'église réformée française de cette ville, 1958.
  - sgraffite pour une école (Winterthur-Wülflingen).
  - Stadthaus de Winterthour, Portrait du maire Hans Rüegg, huile sur toile 110x80cm.
- Kollbrunn : sgraffites à la maison paroissiale (Le Baptême du Christ.
- Huit vitraux, verre et plomb, entre 1960 et 1962, église réformée d'Elsau ZH/CH.
- Musée des beaux-arts de Thurgovie Kartause d'Ittingen TG/CH.
- Crématorium de Nordheim (de)Zurich, dalles de verre et béton.

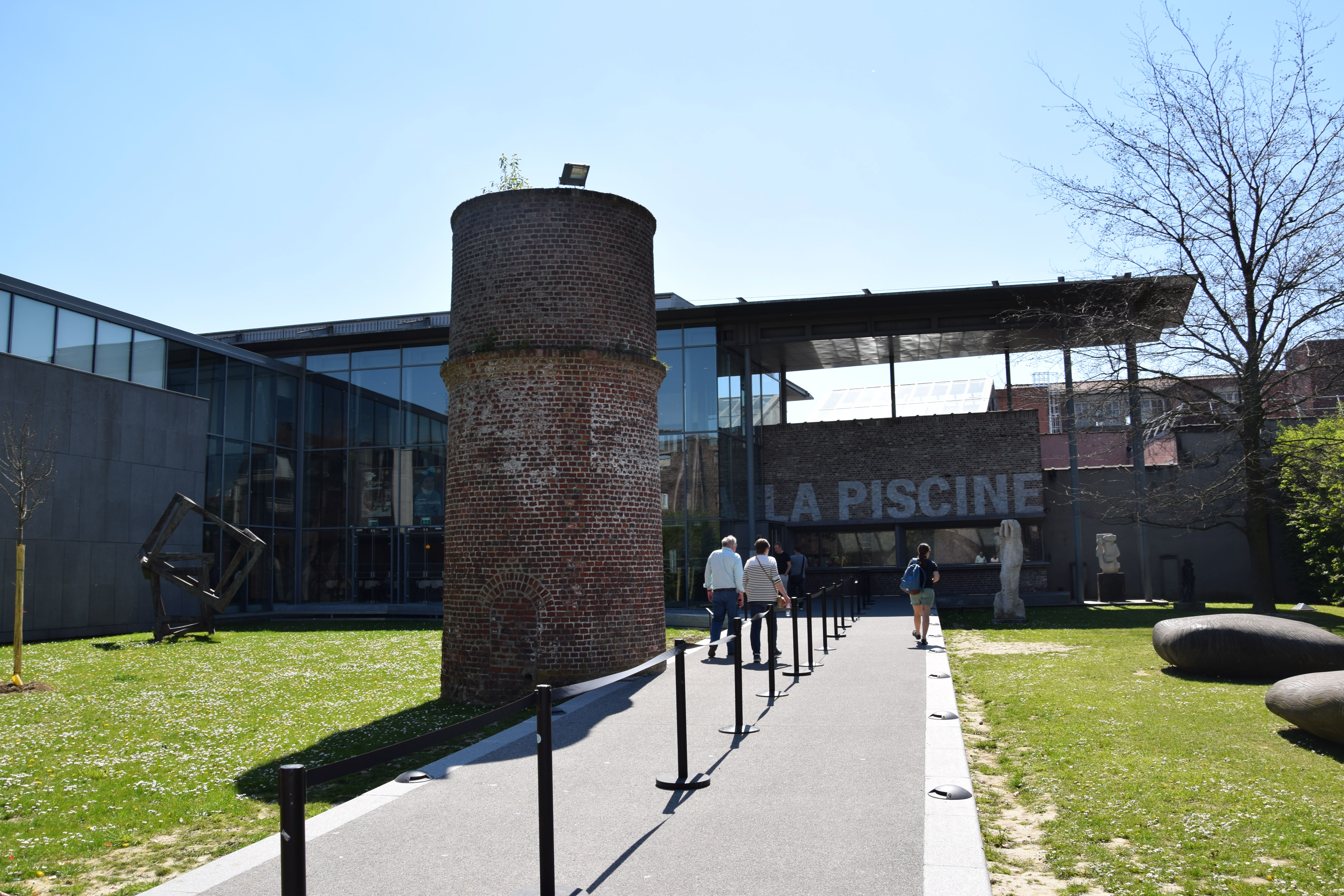
La Piscine, Roubaix

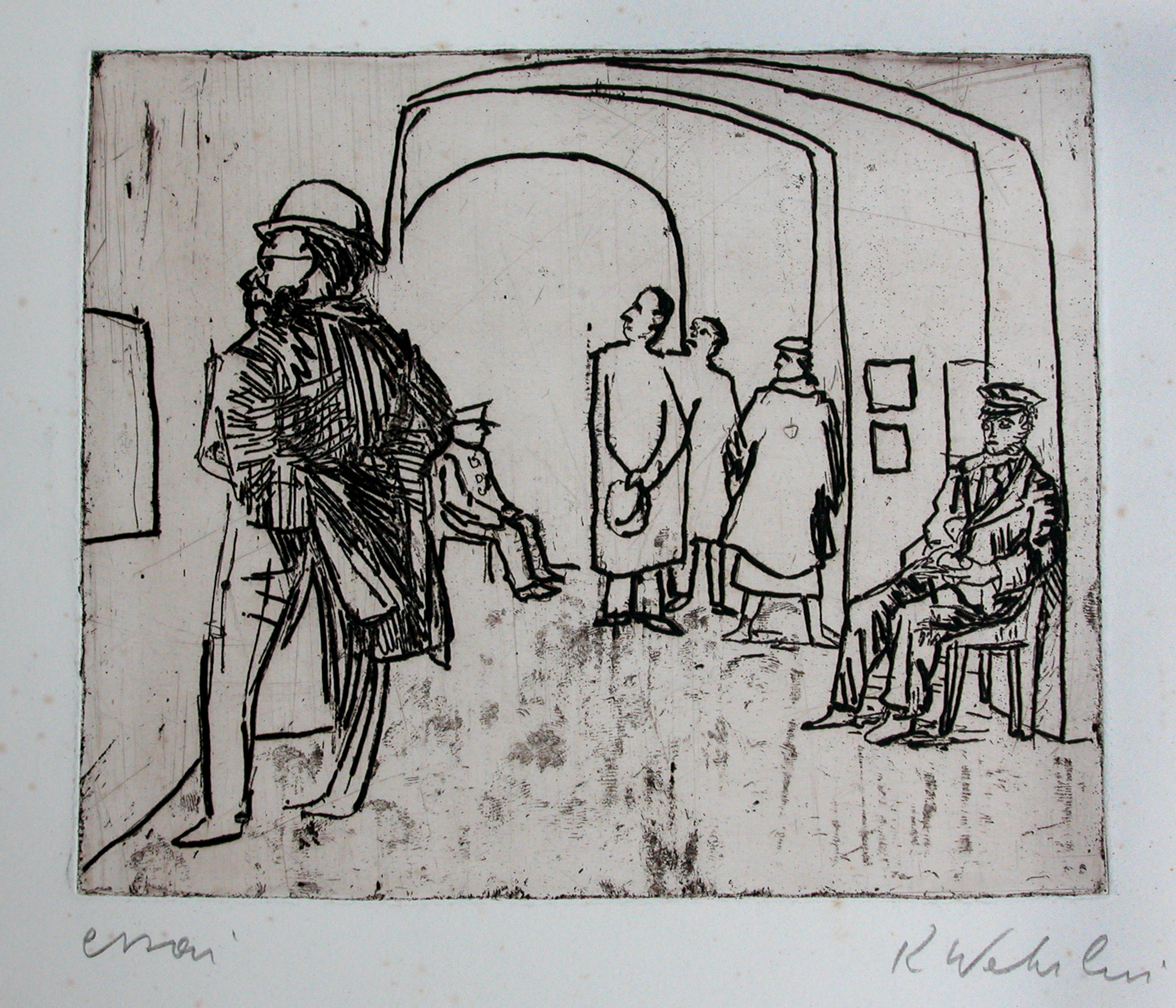
Robert Wehrlin, L'exposition Degas, vers 1937

- Société d'Art graphique, Zurich.

### France
- Musée du Mont-de-Piété de Bergues.
- Musée des Années 30, Boulogne-Billancourt (Hauts-de-Seine).
- Département des estampes et de la photographie de la Bibliothèque nationale de France, Paris.
- Musée d'Art moderne de la ville de Paris, La création, estampe, vers 1960[12].
- La Piscine, musée d'art et d'industrie André-Diligent, Roubaix, 174 pièces (donation Jacques Wehrlin)[8] dont : 
  - Série d'estampes et de dessins expressionnistes consacrés au nazisme, dont Le Mauvais peintre, eau-forte et aquatinte rehaussées d'encre, 35x25cm, 1940[13].
  - Études pour l'exposition Degas, vers 1937.
  - La guerre en Pologne, peinture, vers 1940[14].

### Canada
- Musée national des beaux-arts du Québec, Québec, Le Temps perdu, eau-forte et aquatinte 46x33cm, 1958[15].

### États-Unis
- Rhode Island School of Design Museum, Providence (Rhode Island), Fenêtres sur Paris, lithographie, 1947[16].

## Œuvres

### Affiches
- Onze affiches de concert illustrées par Wehrlin de musiciens (dont Arthur Honegger), commande de l'Inspection générale des Beaux-arts de la Ville de Paris, 1943.
- Affiche de l'exposition « Peintres de Paris » pour le Salon d'Arts Wolfsberg de Zurich, 1946.

### Illustrations
- Léon Frapié, La Maternelle, 60 lithographies en noir, 345 exemplaires numérotés, Éditions Littéraires de France, Paris, 1946.
- Jérôme et Jean Tharaud, Fenêtres de Paris, 5 lithographies, Schweizeriche Graphische Gesellschaft, 1947.
- J. Bourguignon, Henri Mondor et Jean Porcher (avant-propos d'André Maurois), Hommage au docteur Lucien Graux, 6 eaux-fortes par Marcel Roche et André Clot, 1 lithographie par Robert Wehrlin, 210 exemplaires numérotés, Manuel Bruker, Paris, 1947.
- René de Solier, Un Signe de Tête, 9 lithographies, Éditions Enderli, Winterthur, 1948.
- Friedrich Hölderlin, Les poèmes de la folie, 26 lithographies, Éditions Arcade Press, Zürich, 1963.
- Calendrier annuel des Assurances Winterthur-Axa, 12 toiles, 1973.

### Sgraffites
- Transformation, Institut fédéral de la propriété intellectuelle, Berne.
- Le Baptême du Christ, maison paroissiale de Kollbrunn, 1954.
- Sgraffite pour la coopérative Konsum de Winterthour, 1949.
- La roue de la fortune, façade d'école à Winterthur-Wülflingen, 1958.
- L'Échelle de Jacob, maison paroissiale de Winterthur-Veltheim, 1959.

Tombe de Robert et Germaine Wehrlin à Elsau (CH-ZH) ©Jacques Wehrlin (sculpture Robert Lienhard)

### Tapisseries
- La Lutte de Jacob et de l'Ange, maison paroissiale de Winterthur-Veltheim, 1959.

## Réception critique
- « Peintre et lithographe (il a beaucoup travaillé chez l'imprimeur Clos), son œuvre garde un caractère intimiste. » - Gérald Schurr[17]
- « Sa première manière est expressionniste. C'est un peintre de paysages, de portraits, de natures mortes, de nus, d'art mural, vitraux, tapisseries. Ses gravures font l'objet de patientes recherches, croquis, dessins, et témoignent qu'il fut un "artisan" consciencieux, au métier vigoureux, à l'inspiration généreuse. » - Dictionnaire Bénézit[3]

## Salons
- Salon d'automne, Paris, à partir de 1925, sociétaire en 1943[18].
- Salon des Tuileries, Paris, à partir de 1928.
- Salon des indépendants, Paris, à partir de 1928.
- Salon de la Jeune Gravure, Paris, à partir de 1937.

## Expositions

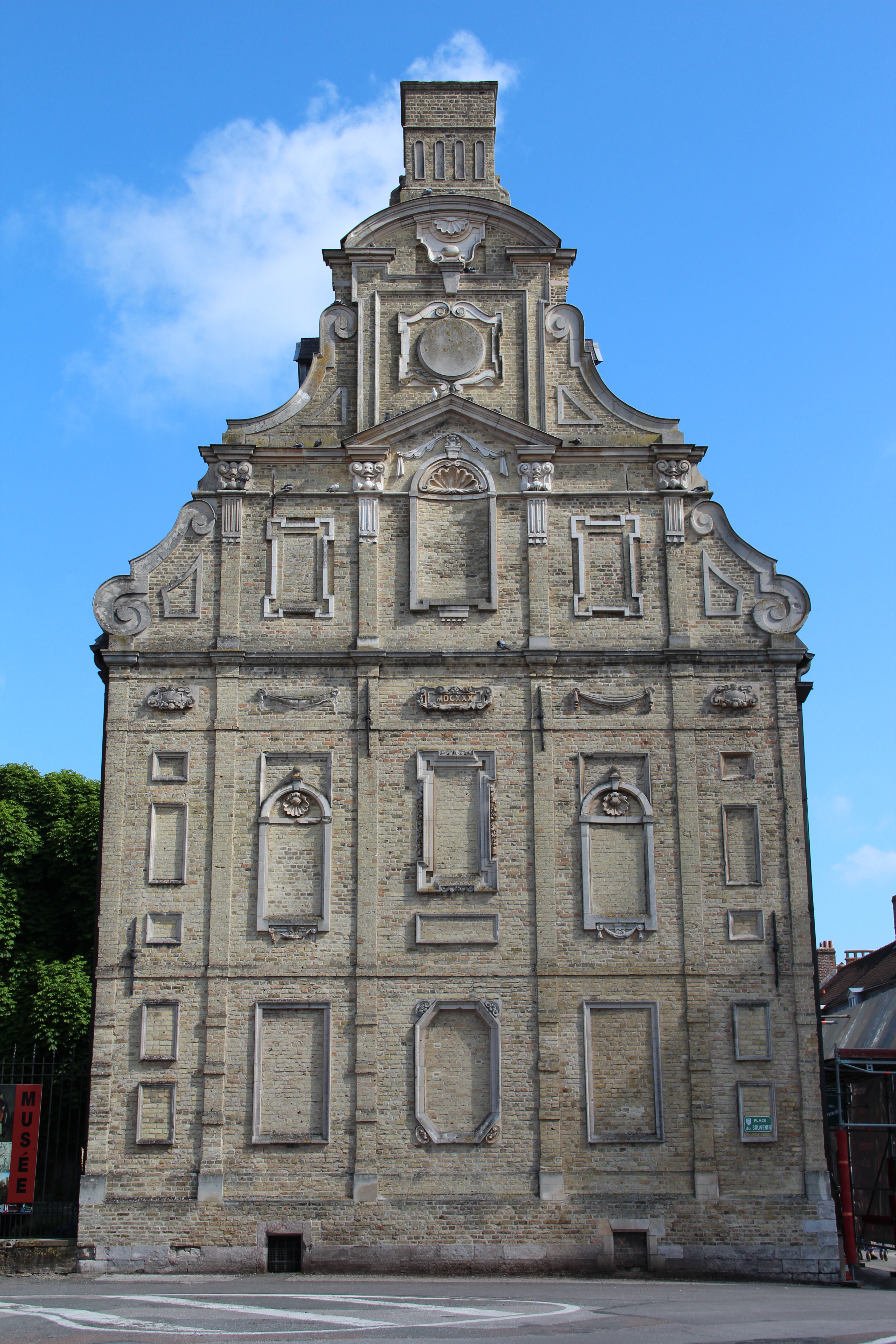
Musée du Mont-de-Piété de Bergues

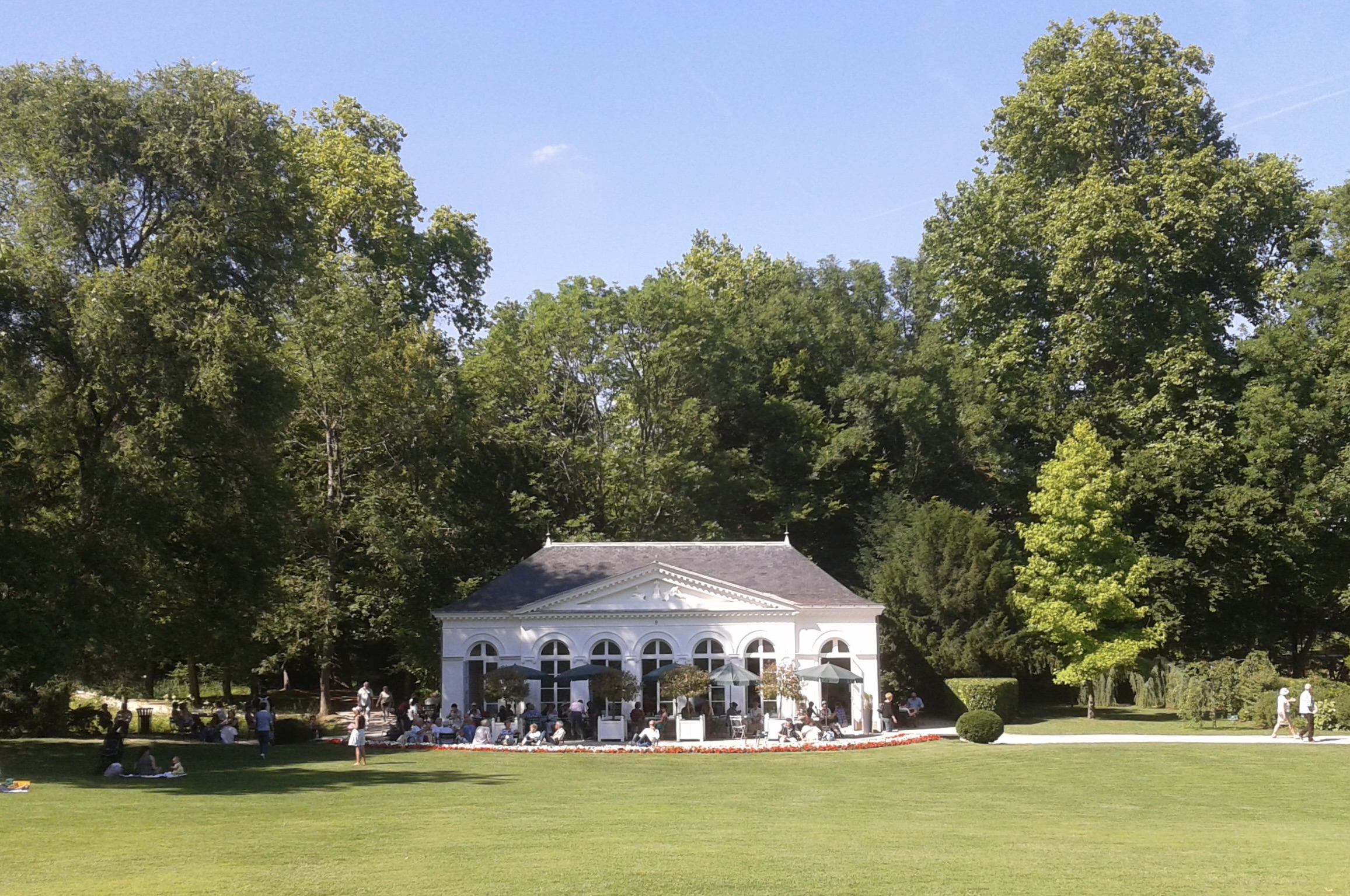
Orangerie de la propriété Caillebotte, Yerres

- Wakter Linck (de), Robert Wehrlin, musée des Beaux-Arts de Winterthour, 1956.
- Rétrospective Robert Wehrlin, musée des Beaux-Arts de Winterthour, 1965[3], décembre 1989.
- Rétrospective de trois disparus : Roger Bissière, Jacques Villon, Robert Wehrlin, membres de la Jeune Gravure Contemporaine, musée de l'Ardenne, Charleville-Mézières, 1965[3].
- Robert Wehrlin - Rétrospective, Galerie des Amis des Arts, Neuchâtel, janvier-mars 1990.
- Hommage à Robert Wehrlin, Salon des arts de Palaiseau, 2000.
- Hommage à Robert Wehrlin, Maison des arts d'Antony, 2001.
- Bischofszell, musée Historique, rétrospective du centenaire, mars-août 2003.
- Elsau, Maison paroissiale, exposition personnelle autour de « L'Art Sacré », novembre 2003-février 2004.
- Hommage à la Künstlergruppe Galerie RW Fine Arts de Winterthour, 2003
- Paris, Ambassade de Suisse, exposition « Rétrospective du Centenaire », décembre 2003-février 2004.
- Participation au dixième anniversaire du musée La Piscine de Roubaix, 2011.
- Participation au Salon du Dessin de Paris, mars-avril 2012.
- Robert Wehrlin - La vérité du trait, aspect d'une donation, musée du Mont-de-Piété de Bergues, octobre-novembre 2012.
- Marc Chagall, Robert Wehrlin La Piscine, musée d'art et d'industrie André-Diligent, Roubaix, octobre 2012-janvier 2013[8].
- Hommage pour le 50e anniversaire de la mort de l'artiste, galerie Im Rathausdurchgang à Winterthur, septembre 2014-janvier 2015.
- Participation à l'exposition sur les artistes suisses allemands pendant la Seconde Guerre mondiale « Der Himmel brennt am Horizont », musée des beaux-arts de Thurgovie Kartause Ittingen TG/CH, janvier-août 2015.
- Robert Wehrlin, 1903-1964, Orangerie de la propriété Caillebotte, Yerres, septembre-octobre 2018[19].
- Dessin politique, dessin poétique, Musée Jenisch, Vevey, novembre 2018 - février 2019.
- Konstellation 10 - Nackte Tatsachen (exposition sur le thème du Nu), Karthause d'Ittingen, Warth-Weiningen, septembre 2019 - avril 2020[20].
- « Les Robert Wehrlin de La Piscine » au musée « La Piscine » de Roubaix mai 2021 - septembre 2021 .